# Socialfascismo
Il termine socialfascismo fu utilizzato dall'Internazionale Comunista (Comintern) tra gli anni 1920 e 1930 per definire spregiativamente i riformisti e i socialdemocratici. La definizione rifletteva una precisa teoria, adottata come linea politica ufficiale dal VI Congresso del Comintern nel 1928, secondo la quale riformisti e socialdemocratici rappresentavano l'"ala sinistra della borghesia" e, pertanto, erano nemici della classe operaia più insidiosi dei fascisti stessi.
Per circa sette anni, la concezione del socialfascismo, legata alla fine della "stabilità capitalista" e all'inizio del "terzo periodo", fu diffusa e imposta a tutti i militanti comunisti, che vennero esortati a separarsi dalle organizzazioni unitarie dei partiti antifascisti. La tattica raccomandata prevedeva la lotta "classe contro classe", vale a dire contro tutta la borghesia in entrambe le sue forme fascista e socialfascista.
A causa dei suoi esiti disastrosi soprattutto in Germania, dove la divisione della sinistra contribuì notevolmente alla presa del potere dei nazisti nel 1933, questa linea politica fu infine rinnegata dal Comintern, che al VII Congresso del 1935 la sostituì con l'opposta strategia dei fronti popolari.

## Il precedente dei "socialtraditori"
Le 21 condizioni di ammissione all'Internazionale Comunista (i cosiddetti "21 punti"), in gran parte ispirate da Lenin e adottate formalmente il 7 agosto 1920, durante il II Congresso, venivano imposte a tutti i partiti che ne volessero entrare a far parte l'accettazione di condizioni drastiche contro gli esponenti riformisti, che venivano tacciati di "tradimento" della classe operaia ("socialtraditori"). Tuttavia, la tattica difesa nei primi quattro congressi dell'Internazionale Comunista era quella della chiara separazione ma anche del fronte unico tra comunisti e socialisti.

## Le origini
Il concetto di socialfascismo fece la sua prima apparizione già nel periodo in cui la politica comunista verso i socialisti era quella del "fronte unico". Una prima formulazione può rinvenirsi in una risoluzione del Presidium del Comitato esecutivo dell'Internazionale Comunista sulla questione tedesca del 9 gennaio 1924:
Lo stesso anno il concetto fu ripreso da Zinov'ev dinanzi al V Congresso dell'IC (giugno-luglio 1924) in un paragrafo del suo rapporto sull'attività del Comitato esecutivo intitolato La socialdemocrazia, un'ala del fascismo: «Ciò che importa è che la socialdemocrazia è divenuta un'ala del fascismo. È un fatto politico importante». Poco tempo dopo, nel settembre 1924, in un articolo Sulla situazione internazionale Stalin scrisse:

## Definizione di "socialfascismo"
Dopo l'affermazione del fascismo in Italia (1922) e di governi di destra in molti paesi europei, con un netto cambio di impostazione teorica l'Internazionale comunista accusa i partiti socialisti europei di costituire non tanto "l'ala destra del proletariato", quanto "l'ala sinistra della borghesia", che, secondo i comunisti aderenti alla linea di Stalin, usava alternatamente fascismo e socialdemocrazia come strumenti di politiche antipopolari e anticomuniste. In alcuni casi, per socialfascismo si intendeva poi il collaborazionismo (reale o supposto) dei partiti socialdemocratici e riformisti nei confronti dei regimi nazifascisti nati in Italia, Austria, Germania e, più tardi, in Spagna.
In questi paesi e in tutto il mondo industrializzato, secondo la dottrina uscita maggioritaria dal VI congresso del Comintern, i socialisti moderati avevano scoraggiato qualsiasi tentativo di rivoluzione, svolgendo una funzione antirivoluzionaria e revisionista.

## Storia
Mentre in Europa l'onda nera montava già da qualche anno, i comunisti - in nome della teoria del socialfascismo - iniziarono a scaricare accuse di veemenza contro i socialisti.
Infatti, il VI Congresso dell'Internazionale Comunista, tenutosi a Mosca dal luglio al settembre 1928, aveva stabilito l'impossibilità di accordi con la socialdemocrazia, che veniva assimilata allo stesso fascismo. Era la tesi di Stalin il quale, liquidata l'opposizione trotskijsta, eliminava anche l'influenza di Bucharin che, già suo alleato contro Trotskij, era diventato il suo principale oppositore.
Il nuovo orientamento dell'Internazionale fu riaffermato nel X Plenum del Comitato esecutivo nel luglio 1929, dove il finlandese Otto Wille Kuusinen sostenne che i socialisti «le azioni fasciste non le fanno apertamente, ma dietro una cortina fumogena». Tali accuse non erano rivolte solo agli odiati socialdemocratici tedeschi: un altro esponente comunista di primo piano, Dmitrij Manuil'skij, le estese anche contro il britannico Ramsay MacDonald che nel 1924 aveva portato i laburisti al potere.
In questo contesto Palmiro Togliatti accusò il sindacalista socialista Bruno Buozzi (esule in Francia e futuro martire dell'occupazione nazista in Italia) di essere «un mercante che patteggia» con Benito Mussolini".

### Francia
Un esempio del clima creato nella sinistra francese dalla teoria del socialfascismo è rappresentato dal breve poema Fronte rosso (Front rouge) scritto nel 1931 da Louis Aragon, militante del Partito Comunista Francese. Dopo i versi iniziali, che evocano nemici quali i «borghesi» e i «poliziotti», seguono dei versi che invitano a far fuoco su vari esponenti socialisti sotto la direzione del partito comunista:
conosci la tua forza e scatenala.

Esso prepara il suo giorno. Sappiate vedere meglio

Udite questo rumore che viene dalle prigioni.

Attende il suo giorno, attende la sua ora

il suo minuto, il secondo

quando il colpo sferrato sarà mortale

e la pallottola sarà a questo punto così sicura che tutti

che tutti i medici socialfascisti

chinati sui corpi della vittima

avranno un bel muovere le loro dita cercando

sotto la camicia di pizzo

avranno un bell'auscultare con gli strumenti di

precisione il suo cuore già in putrefazione

essi non troveranno il rimedio abituale

e cadranno nelle mani dei ribelli che li inchioderanno al muro.

Fuoco su Léon Blum

Fuoco su Boncour Frossard Déat

Fuoco sugli orsi sapienti della socialdemocrazia

Fuoco fuoco, io odo passare

la morte che si getta su Garchery. Fuoco vi dico

sotto la guida del Partito Comunista.»

### Germania
In Germania era ancor più marcata l'opposizione tra i comunisti (KPD) e i socialdemocratici (SPD). Nel 1919 questi ultimi avevano avuto nelle figure del cancelliere Friedrich Ebert e del ministro della difesa Gustav Noske un ruolo centrale nella repressione della rivolta spartachista guidata dal KPD.
Non aiutò a superare la reciproca ostilità il fatto che il cancelliere socialdemocratico Hermann Müller instaurasse un'equivalenza tra "fascismo rosso" e fascismo bruno". Tutto ciò portò alla reciproca ostilità tra comunisti e socialdemocratici tedeschi, intensificata dalle contrapposizioni del primo maggio 1929 a Berlino, in cui la polizia del governo statale (a guida SPD) sparò sui manifestanti comunisti. Nel 1931, in Prussia il partito comunista si associò al partito nazista (definito composto da "compagni del popolo lavoratore") nel fallito tentativo di abbattere il governo locale a guida socialdemocratica con il plebiscito sullo scioglimento del Landtag prussiano del 9 agosto.
Isaac Deutscher fu tra gli oppositori della linea politica così designata, il che gli procurò, nel 1932, l'espulsione dal partito comunista «per avere, dice la motivazione, "esagerato il pericolo del nazismo" e "seminato il panico" nelle file comuniste».
Il KPD continuò durante tutta la campagna elettorale per le elezioni del marzo 1933 a sostenere che nazisti e socialdemocratici si equivalevano e, sotto la guida di Ernst Thälmann, coniò lo slogan "Dopo Hitler, sarà il nostro turno!".
In ogni caso, dopo la salita al potere di Hitler il KPD fu bandito e migliaia dei suoi membri furono arrestati, compreso lo stesso Thälmann. A seguito di questo disastroso corso degli eventi, il Comintern abbandonò la teoria del socialfascismo passando a quella, opposta del "fronte popolare", annunciata ufficialmente nel 1935 dal segretario del Comintern Georgi Dimitrov, scampato alla repressione nazista. Peraltro, essa non impedì che, quando le esigenze di politica estera sovietica lo richiesero, l'Unione Sovietica stipulasse con la Germania hitleriana il patto Molotov-Ribbentrop.
Il KPD fu il partito più oltranzista nell'applicazione della teoria e la profonda spaccatura che venne a crearsi con l'SPD rappresentò uno dei fattori determinanti nell'ascesa di Hitler. Nel dopoguerra, la consapevolezza dei guasti arrecati dalla contrapposizione tra i due maggiori partiti operai spinse i vertici comunisti tedeschi e sovietici a premere per la fusione del KPD e dell'SPD nel Partito Socialista Unificato di Germania.

### Italia
Il Partito Comunista d'Italia fu una delle ultime sezioni del Comintern ad aderire alla "svolta" e ad adottare la teoria del socialfascismo. Tuttavia, dopo un'iniziale riluttanza, la applicò con intransigente rigore.
In Italia i comunisti sottolineavano la critica negativa, da parte dell'ala riformista del Partito Socialista Italiano che faceva capo a Filippo Turati, nei confronti del biennio rosso e delle occupazioni delle fabbriche guidate, tra gli altri, dagli ordinovisti di Antonio Gramsci.
In applicazione della direttiva del Comintern di espellere i dissidenti, il PCd'I espulse Angelo Tasca nel settembre 1929 e, in successione, ma con l'accusa di trockismo, prima il fondatore del partito Bordiga, poi, nell'aprile del 1930, il cosiddetto "gruppo dei tre": Alfonso Leonetti, Pietro Tresso e Paolo Ravazzoli.
Il socialista Sandro Pertini testimoniò che, dopo essere stato condannato dal Tribunale speciale, durante la reclusione nel carcere di Turi conobbe il dirigente comunista Antonio Gramsci, con il quale strinse un rapporto di amicizia. Secondo Pertini, Gramsci non condivideva l'ostilità verso i socialisti imposta dalla teoria del socialfascismo, pur esprimendo giudizi politici molto duri sui dirigenti socialisti Turati e Treves.
L'accusa di socialfascismo sopravvisse nella polemica politica italiana anche dopo il formale abbandono di tale teoria, venendo in particolare rivolta al socialdemocratico Giuseppe Saragat dopo la scissione di Palazzo Barberini del 1947.

## Superamento
La tesi del socialfascismo, già duramente criticata da Lev Trockij, fu abbandonata dalla Terza Internazionale nel 1935, con il VII Congresso, quando Georgi Dimitrov, nel suo discorso di apertura dal titolo Per l'unità della classe operaia contro il fascismo, sottolineò l'importanza della nuova politica dei Fronti popolari.
La Terza Internazionale era stata portata a fare questo passo anche a causa dell'ascesa al potere di Hitler e del nazismo in Germania nel 1933.
Solo a seguito dell'abbandono della dottrina del "socialfascismo" i comunisti poterono iniziare a collaborare con gli altri partiti antifascisti della sinistra e si poté dar vita alla coalizione internazionale che, a partire dal 1936, si contrappose a Franco nella guerra civile spagnola.
Un ritorno alla politica di rottura dei comunisti con i socialisti vi fu a partire dall'agosto 1939, a seguito della stipula del patto Molotov-Ribbentrop di non aggressione tra l'Unione Sovietica e la Germania nazista, che determinò, dopo l'inizio della seconda guerra mondiale (1º settembre 1939), la divisione del territorio polacco tra sovietici e tedeschi e l'occupazione dei Paesi baltici da parte dell'Armata Rossa. Il nuovo scontro tra le due internazionali coinvolse, tra gli altri, i partiti italiani. Sebbene i comunisti ripresero nei confronti dei socialisti il linguaggio del VI Congresso e del X Plenum, non tornarono ad adoperare il termine "socialfascismo", essendo i riferimenti al fascismo quasi del tutto assenti nei documenti cominternisti e sovietici di tale periodo. Il nuovo orientamento è espresso in un articolo di Dimitrov del 7 novembre 1939, in cui si dice che «i circoli dirigenti della Seconda Internazionale stanno assumendo la parte più sporca e più criminale nel mettere in moto la sanguinosa macchina micidiale della guerra». L'articolo continua:
Un riavvicinamento tra comunisti e socialisti, con il definitivo abbandono di epiteti ingiuriosi da parte dei primi nei confronti dei secondi, vi fu solo dopo l'aggressione tedesca all'URSS nel giugno 1941, con la necessità di fare fronte comune contro le potenze dell'Asse.
Dopo la destalinizzazione del 1956, "il Partito Comunista Italiano di Berlinguer deprecò la teoria del "socialfascismo", proclamata dal VI Congresso del Comintern, addossandone interamente la responsabilità a Stalin. In realtà, come sosteneva il filosofo Lucio Colletti, quella teoria era organica al leninismo".